# Domenico Pignatelli di Belmonte
Domenico Pignatelli di Belmonte est né le 19 novembre 1730 à Naples, dans le royaume de Naples et mort le 5 février 1803 à Palerme, il a été exposé et inhumé dans l'église des pères théatins de Palerme. Domenico Pignatelli di Belmonte est un cardinal italien du XVIIIe siècle et du début du XIXe siècle.

## Biographie
Domenico Pignatelli di Belmonte est membre de la famille illustre napolitaine et sicilienne des Pignatelli, qui compte parmi ses membres, le pape Innocent XII et les cardinaux Francesco Pignatelli (1703), Francesco Maria Pignatelli (1794) et Ferdinando Maria Pignatelli. Le 7 décembre 1746, il devient clerc régulier de l'ordre des théatins.
Domenico Pignatelli di Belmonte est nommé évêque de Caserte en 1782 et archevêque de Palerme et de Morreale en 1802. 
Vice-roi de Sicile la même année, le pape Pie VII le crée cardinal lors du consistoire du 9 août 1802, mais il meurt dès le mois de février de l'année suivante avant d'avoir reçu son titre.

## Succession apostolique
Domenico Pignatelli di Belmonte a ordonné les évêques suivants :
- Évêque Bernardo Maria Serio (1802)